# Arheološko območje Gobavica
Arheološko območje Gobavica se nahaja v zahodnem delu Mengša. Vsebuje ostanke prazgodovinske, antične, zgodnjesrednjeveške naselbine s pripadajočimi žganimi in skeletnimi grobišči. Na Gobavici so ostanki srednjeveškega gradu. O domnevnih ostankih gradu sta danes na kraju, kjer naj bi grad stal, opazna dva platoja, ločena z obrambnim jarkom. 
Po legendi naj bi že v 8. stoletju na mengeškem hribu vojvoda Mengo postavil grad. Grad je verjetno že zelo zgodaj propadel, saj Valvasor o njem ni poročal.